# 6869 Funada
6869 Funada eller 1992 JP är en asteroid i huvudbältet som upptäcktes den 2 maj 1992 av de båda japanska astronomerna Kazuro Watanabe och Kin Endate vid Kitami-observatoriet. Den är uppkallad efter den japanske astronomen Takumi Funada.
Asteroiden har en diameter på ungefär 23 kilometer och den tillhör asteroidgruppen Ursula.